# Dubielewo (województwo zachodniopomorskie)
Dubielewo – była, niezamieszkana kolonia w Polsce położona w województwie zachodniopomorskim, w powiecie choszczeńskim, w gminie Pełczyce. W latach 1975–1998 miejscowość administracyjnie należała do województwa gorzowskiego.